# Thinornis
Thinornis was een geslacht van vogels uit de familie van de kieviten en plevieren (Charadriidae). De wetenschappelijke naam van het geslacht is voor het eerst geldig gepubliceerd in 1845 door Gray.

## Soorten
De volgende soorten waren bij het geslacht Thinornis ingedeeld:
- Charadrius cucullatus – Zwartkopplevier, v/h Thinornis cucullatus
- Charadrius novaeseelandiae – Nieuw-Zeelandse plevier, v/h Thinornis novaeseelandiae